# Adolf Weidner a spol., továrna na měděné a kovové zboží v Kuklenách
Adolf Weidner a spol., továrna na měděné a kovové zboží v Kuklenách byla strojírenská firma, jejíž počátky sahají do roku 1851. Zanikla až ve 30. letech 20. století, kdy jí zlámala vaz světová hospodářská krize.

## Historie
Roku 1865 dostal Adolf Weidner povolení ke stavbě nového domu čp. 153 s kotlářskou dílnou, též pro parní stroj. O pět let později zažádal o povolení k přistavění dílny. 3. června 1870 krajský soud v Hradci Králové zaznamenal do rejstříku firem jednotných společnost Adolf Weidner. Roku 1871 firma získala zakázku na kotlářské práce ve Společném rolnickém cukrovaru v Předměřicích nad Labem. Následujícího roku převzal firmu syn Adolf, který aby rozptýlil různé dohady, nechal vytisknout v Národních listech z 9. srpna 1872 tento inzerát:
Továrna na kovové zboží v Kuklenách.

Konaje svoji povinnost, oznamuji všem obchodním přátelům svým, že činnost otcem mým založené továrny na kovové zboží v Kuklenách nikterak a v ničem zastavena nebude, nýbrž že obchod ten správně pomocí strýce mého, p. Jana Justa, kterýž již od založení továrny dílovedoucím byl, dále veden bude.
Děkuje za dosavádní přízeň, prosím všecky přátele mé, by tutéž i na dále továrně věnovali, jakož i já se přičiním, jako dříve i nyní všecky zakázky co nejrychleji a nejsprávněji ku všeobecné spokojenosti vyřizovati.
V Kuklenách, 4. srpna 1872.

Jan Just. Adolf Weidner.

Roku 1874 byl tedy majitelem čp. 153 Adolf Weidner. 9. září 1881 krajský soud v Hradci Králové vymazal z obchodního rejstříku veřejného společníka Adolfa Weidnera, který zemřel 9. července téhož roku ve věku 32 let. Dědici se stali Anna, Adolf a Bohuslav Weidnerovi, pak Bohuslav Weidner, který také převzal závod a podle něj byl v pozdějších letech změněn i jeho název na Bohuslav Weidner a spol. Firma se zúčastnila i všeobecné zemské výstavy v Praze v roce 1891 a vystavovala i na hospodářské, průmyslové a národopisné výstavě pro východní Čechy roku 1894 v Hradci Králové a za svoje měděné výrobky byla oceněna čestným výstavním diplomem s právem ražení zlaté medaile s korunou. 14. dubna 1902 byla ve Weidnerově továrně komise ve věci změny stavby parního stroje a parního kotle. Koncem následujícího roku se firemní inženýr Bedřich Erben oženil s Annou Weidnerovou. Rodina Weidnerova, a tudíž i firma, získala do svého středu velkého a schopného odborníka a ten se naopak tímto sňatkem zaopatřil. Téhož roku na výstavě v Hořicích získala společnost ocenění v podobě státní stříbrné medaile. 13. listopadu 1905 zemřela Hermína Pilnáčková, roz. Weidnerová, ve věku 50 let. 19. června 1913 byli oddáni Marie Weidnerová, dcera továrníka, a ing. Josef Rössler, majitel firmy Adolf Weidner a spol. v Kuklenách. Ve stejné době je jako majitel společnosti, vyrábějící koželužské stroje, transmise, svařující plechy a realizující niklování různých předmětů, zmíněn Bohumil Weidner. Tehdy v ní bylo zaměstnáno na 50 dělníků.
První světová válka přinesla nejen nedostatek pracovních sil, materiálu i zakázek, ale i samozřejmé upisování peněz na válečné půjčky, např. na VI. válečnou půjčku společnost dala 1 000 K. V říjnu 1919 se zase objevila žádost o půjčku, tentokrát šlo o státní půjčku republiky, na kterou firma upsala 2 000 Kč. Roku 1921 bylo čp. 153 v rukou Bohuslavy, Růženy a Marie Weidnerových. O dva roky později byla společnost pověřena roznýtováním starého mostu u hospodářské školy v Kuklenách za 1 050 Kč. 13. června 1924 bylo firmě zadáno zřízení železné konstrukce mostu u Pálenky z travers z mostu před hospodářskou školou za 5 250 Kč a mostní konstrukce přes náhon u Temešváru za 5 640 Kč. Jelikož společník firmy Josef Rössler byl členem obecního zastupitelstva, požádala obec okresní správní komisi o povolení k zadání této zakázky, což bylo následně schváleno. Velkým problémem se však stala světová hospodářská krize. Ještě 3.–17. června 1934 se firma zúčastnila II. Orientačního trhu obchodu, živností a průmyslu v Hradci Králové pod protektorátem městské rady královéhradecké. Před úplným zastavením výroby počátkem 30. let 20. století bylo v závodě zaměstnáno 16 dělníků a 2 úředníci, přičemž jejich roční mzdy činily kolem 154 000 Kč.